# American Pie Presents: The Naked Mile
American Pie Presents: Naked Mile, är en amerikansk komedi från 2006 i regi av Joe Nussbaum med John White i huvudrollen som Erik Stifler. Filmen, som gavs ut direkt på DVD, hade Sverigepremiär den 13 december 2006. Det är den andra filmen i spinoffserien om American Pie.

## Handling
Filmen handlar om Eric Stifler (John White) som är kusin till Steven och Matthew Stifler, vilka är med i tidigare American Pie-filmer.
Eric känner att han ligger illa till när han är på väg att bli den förste Stifler genom tiderna som inte förlorat oskulden innan han gått ut high school. När han då får en uppmuntrande tillåtelse till en skuldfri helg av sin flickvän Tracy (Jessy Schram) beger sig han och hans vänner Cooze (Jake Siegel) och Ryan (Ross Thomas) till universitetet där Erics kusin Dwight Stifler (Steve Talley) går.
På universitet bestämmer de sig för att springa den årliga "Naked Mile", där hundratals studenter springer nakna på gatorna, vilket blir den vildaste helgen någonsin.

## Om filmen
Filmen är inspelad i Hamilton, Mississauga och Toronto, samtliga i Ontario, Kanada. 
Den hade världspremiär i Italien, Spanien och Sverige den 13 december 2006.

## Rollista (urval)
- John White - Erik Stifler
- Maria Ricossa - Mrs Stifler
- Christopher McDonald - Mr Stifler
- Ross Thomas - Ryan
- Eugene Levy - Mr Levenstein
- Jennifer Miller - blondin vid baren
- Steve Talley - kusin Dwight Stifler

## Musik i filmen
- Top of the World av The Juliana Theory
- Stuck in America av Sugarcult
- Let's get Def av Kennedy
- Absolutely Wasted av Sporting Riff Raff